# Privatuniversität
Eine Privatuniversität ist eine private Hochschule im Rang einer Universität.

## Deutschland
Der Begriff Universität ist in den meisten deutschen Ländern geschützt und ausschließlich Hochschulen mit einem umfassenden Fächerkanon vorbehalten. Nur Universitäten ist es außerdem erlaubt, die Doktoren- oder Professoren-Würde zu verleihen („Promotionsrecht“). Der Titel Universität wird dementsprechend vom zuständigen Staatsministerium verliehen und orientiert sich an strengen Akkreditierungsrichtlinien, die zumeist nur staatliche Hochschulen erfüllen. Jedoch gibt es in Deutschland auch einige private Hochschulen, die den Titel Universität tragen. Dazu gehören die Handelshochschule Leipzig, die EBS Universität für Wirtschaft und Recht, die Universität Witten/Herdecke, die WHU – Otto Beisheim School of Management, die Frankfurt School of Finance & Management in Frankfurt am Main, die European School of Management and Technology in Berlin, die Constructor University in Bremen sowie die Zeppelin Universität in Friedrichshafen. Die meisten anderen privaten Bildungsinstitutionen tragen jedoch (trotz der häufig anzutreffenden, aber irreführenden englischen Bezeichnung University) offiziell lediglich den Titel Fachhochschule, Kunst- und Musikhochschule oder Private Hochschule.
Eine Auswertung des Statistischen Bundesamtes für das Berichtsjahr 2013 zeigt, dass an den 23 privaten Universitäten in Deutschland ca. 19.000 Studierende eingeschrieben sind, wovon etwa 70 % in Wirtschafts-, Rechts- und Sozialwissenschaftlichen Studiengängen belegt haben. Die Ausgaben der privaten Universitäten beliefen sich 2013 auf 362 Millionen Euro. Die laufenden Ausgaben (damit ohne Investitionen) je Studierenden an privaten Universitäten lagen bei circa 18.000 Euro 2013. Die Beiträge der Studierenden (einschließlich Studiengebühren) an privaten Universitäten lagen im Durchschnitt je Studierenden bei ca. 8.000 Euro. Je Professor wurden an einer privaten Universität Drittmittel in Höhe von ca. 130.000 Euro eingeworben. Von den eingeworbenen Drittmittel stammen 14 % von der Deutschen Forschungsgemeinschaft.
Eine Liste der staatlich anerkannten Privathochschulen in Deutschland, darunter auch private Universitäten und gleichgestellte Hochschulen in privater Trägerschaft, findet sich im Artikel Liste privater Hochschulen in Deutschland. Eine Liste der kirchlichen Hochschulen in Deutschland, darunter kirchliche Universitäten, findet sich im Artikel Kirchliche Hochschule.
2004 wurde der Verband der Privaten Hochschulen e. V. (VPH) gegründet. Er vertritt die Interessen der privaten Hochschulen in Deutschland und setzt sich gemäß seiner Satzung für ein pluralistisches Hochschulsystem zum Wohle der Studierenden und der Gesellschaft ein.

## Österreich

### Akkreditierung
Seit 2001 ist auch in Österreich die Akkreditierung von Privatuniversitäten möglich. Die Akkreditierung erfolgt durch die Agentur für Qualitätssicherung und Akkreditierung Austria, bis zum 29. Februar 2012 war der Österreichische Akkreditierungsrat zuständig. Bis einschließlich 2010 gab es 120 Projektbetreiber, von denen 47 die Akkreditierung beantragt haben und 16 akkreditiert wurden. Vier Privatuniversitäten haben die Akkreditierung verloren oder darauf verzichtet.
Am 1. März 2012 wurde das Universitäts-Akkreditierungsgesetz durch zwei neue Gesetze abgelöst, das Hochschul-Qualitätssicherungsgesetz (HS-QSG) sowie das Bundesgesetz über Privatuniversitäten (PUG). Die neuen Gesetze brachten für die Privatuniversitäten einige Neuerungen: So wurde es Privatuniversitäten ermöglicht, akademische Ehrengrade zu vergeben, und sie dürfen sich seither um kompetitiv vergebene staatliche Forschungsgelder bewerben, von denen sie zuvor (im Gegensatz z. B. zu privaten Unternehmen) ausgeschlossen waren.
Bis Ende August 2012 blieb der Österreichische Akkreditierungsrat noch für Verfahren zuständig, die vor dem 1. März 2012 eingeleitet wurden. Dann übernahm seine Aufgaben die neue Agentur für Qualitätssicherung und Akkreditierung Austria, die für die Qualitätssicherung in allen drei Hochschulsektoren (Privatuniversitäten, staatliche Universitäten und Fachhochschulen) zuständig ist.
Die Akkreditierung ist jeweils für fünf Jahre, bei Akkreditierungen ab 2012 für sechs Jahre gültig; nach zwei Akkreditierungsperioden kann die dritte Akkreditierung auf zwölf Jahre ausgesprochen werden.
Mit 1. Jänner 2021 wurde das Privatuniversitätengesetz durch das Privathochschulgesetz abgelöst (BGBl. I Nr. 77/2020). Nunmehr können Hochschulen nach ihrer Gründung nur als Privathochschulen ohne Promotionsrecht akkreditiert werden. Im Rahmen eines Reakkreditierungsverfahrens kann dann eine Privathochschule nach § 4 Privathochschulgesetz bei Erfüllung bestimmter Bedingungen in eine Privatuniversität umgewandelt werden. Eine Umwandlung in einer Privatuniversität setzt voraus, dass die Privathochschule entsprechende Forschungsleistungen erbracht hat und über nach international kompetitiven Standards besetzte Professuren verfügt. Zugleich mit der Umwandlung in eine Privatuniversität ist zumindest ein Doktoratsstudium einzurichten. Vor der Umwandlung in eine Privatuniversität darf eine Privathochschule kein Doktoratsstudium führen.

### Voraussetzungen für die Akkreditierung
Von der zuständigen Agentur wird die Erfüllung der gesetzlichen Voraussetzungen für den Privatuniversitätsstatus geprüft:
- Ausreichend wissenschaftlich oder künstlerisch qualifiziertes Stammpersonal (Professoren und promovierte wissenschaftliche Mitarbeiter)
- Forschung (institutionalisierte Wissensproduktion mit Rückkopplung zur Lehre)
- Transparente und qualitätsgeleitete Personalauswahlverfahren
- Studienpläne und Prüfungsordnungen nach internationalen Standards
- Adäquate Raum- und Sachausstattung
- Ausreichende Breite und Vielfalt des Studienangebots, das sich am europäischen Universitätsbegriff zu orientieren hat
- Sicherung der mittelfristigen Finanzierung
- Vorhandensein eines Entwicklungsplanes

### Wirkungen der Akkreditierung
Da es in der Vergangenheit in Österreich auch nichthochschulischen privaten Anbietern möglich war, akademische Grade zu verleihen (sogenannte „Lehrgänge universitären Charakters“) – diese Möglichkeit wurde mit Ende 2012 abgeschafft – stellt die Akkreditierung als Privatuniversität ein wichtiges qualitatives Unterscheidungsmerkmal dar. Die Akkreditierung ist die rechtliche Voraussetzung dafür, dass sich die Bildungseinrichtung für die Dauer der Akkreditierung als Privatuniversität bezeichnen darf und dass sie Universitätsprofessoren berufen darf. Die von Privatuniversitäten verliehenen akademischen Grade dürfen wie bei Abschlüssen an öffentlichen Universitäten geführt werden und entfalten laut Gesetz die gleichen Rechtswirkungen wie solche Grade. Für aufgrund von Universitätslehrgängen verliehene Abschlüsse gelten Einschränkungen. Die Lehrenden und Studierenden sind hinsichtlich des Fremdenrechtes und des Ausländerbeschäftigungsgesetzes den Lehrenden und Studierenden staatlicher Universitäten gleichgestellt. Für Studienförderung, Familienbeihilfe und Sozialversicherung gelten für Studenten von Privatuniversitäten die gleichen Regelungen wie für Studenten an staatlichen Universitäten. Spenden an Privatuniversitäten werden steuerlich wie Spenden an staatliche Universitäten behandelt. Ein anderer Vorteil ist die unechte Umsatzsteuer-Befreiung, d. h. eine Privatuniversität muss für die Studiengebühren keine Umsatzsteuer in Rechnung stellen, im Gegensatz zu nicht akkreditierten Bildungseinrichtungen.

### Qualitätssiegel
Akkreditierte Privatuniversitäten dürfen das Qualitätssiegel des Akkreditierungsrates verwenden. Dieses soll Studierenden und Arbeitgebern die Einschätzung der Angebote erleichtern und den Privatuniversitäten helfen, sich besser zu positionieren.

### Debatte um akademische Ehrengrade
Da auf eine Regelung der Vergabe von akademischen Ehrengraden durch Privatuniversitäten im ursprünglichen Gesetz (UniAkkG) vergessen worden war, gab es darüber eine öffentliche Debatte, die auch die Gerichte beschäftigte. Der Österreichische Akkreditierungsrat (ÖAR) vertrat die Ansicht, dass nach österreichischer wie auch internationaler Praxis ausschließlich solche Grade ehrenhalber verliehen werden können, die an der Privatuniversität auch im Regelstudium verliehen werden. Nach dieser Ansicht wäre z. B. die Vergabe eines „Dr. h. c.“ durch eine Privatuniversität dann erlaubt, wenn sie über ein Promotionsrecht verfügt. Zumindest drei Privatuniversitäten – die mit Promotionsrecht ausgestattete Katholisch-Theologische Privatuniversität Linz und die Private Universität für Gesundheitswissenschaften, Medizinische Informatik und Technik sowie die nicht promotionsberechtigte IMADEC University – verliehen Ehrendoktorate wie auch andere Ehrentitel. Nachdem der ÖAR mehrmals schriftlich moniert hatte, wurde gegen den Geschäftsführer der IMADEC University ein Verwaltungsstrafverfahren angestrengt, das bis zum Verwaltungsgerichtshof ausgefochten wurde und mit einer Bestätigung der Verurteilung endete.
Das Urteil stellte darüber hinaus klar, dass Privatuniversitäten – unabhängig von einem etwaigen Promotionsrecht – nach damals geltender Rechtslage (UniAkkG) keinerlei Ehrengrade vergeben durften. Dies wurde von Rechtswissenschaftlern als verfassungsrechtlich bedenklich angesehen, da staatlichen Bildungseinrichtungen ein solches Recht selbst dann zusteht, wenn sie über kein Promotionsrecht verfügen (Pädagogische Akademien, Donau-Universität Krems). Eine Bekämpfung vor dem Verfassungsgerichtshof wurde aber als schwierig angesehen, weil dieser Zustand nicht durch ein Gesetz, sondern durch Untätigkeit des Gesetzgebers hervorgerufen worden war. Der ÖAR setzte sich für eine Gesetzesänderung im Sinne der Privatuniversitäten ein und forderte die Ergänzung des UniAkkG dahingehend, dass die Verleihung von Ehrengraden explizit darin vorgesehen sein sollte. Mit Inkrafttreten des neuen Hochschul-Qualitätssicherungsgesetzes am 1. März 2012 wurde diese gesetzliche Schwachstelle beseitigt. Nun ist es Privatuniversitäten mit Promotionsrecht erlaubt, Ehrendoktorate zu vergeben. Privatuniversitäten dürfen nun auch andere im Universitätswesen üblichen Ehrenbezeichnungen wie z. B. „Ehrensenator“ oder „Ehrenbürger“ vergeben.

### Liste der in Österreich akkreditierten Privatuniversitäten
Die Eigentümerstruktur österreichischer Privatuniversitäten ist heterogen. Manche sind zu 100 % in Privatbesitz, andere werden teilweise von öffentlichen Körperschaften (z. B. Bundesländern oder Religionsgemeinschaften) finanziert. Laut Gesetz ausgeschlossen ist nur die Finanzierung durch die Republik Österreich. Zudem gibt es in Österreich sowohl gemeinnützige (not-for-profit) als auch gewinnorientierte (for-profit) Privatuniversitäten.
Derzeit sind folgende Privatuniversitäten akkreditiert:
- Anton Bruckner Privatuniversität in Linz
- Bertha von Suttner Privatuniversität St. Pölten
- Central European University Private University in Wien
- Danube Private University in Krems an der Donau
- Jam Music Lab in Wien
- Katholische Privat-Universität Linz
- Karl Landsteiner Privatuniversität für Gesundheitswissenschaften in Krems an der Donau[11]
- Gustav Mahler Privatuniversität für Musik in Klagenfurt am Wörthersee
- Modul University Vienna in Wien
- Musik und Kunst Privatuniversität der Stadt Wien
- Paracelsus Medizinische Privatuniversität in Salzburg
- New Design University in St. Pölten
- UMIT Tirol – Private Universität für Gesundheitswissenschaften und -technologie in Hall in Tirol
- Privatuniversität Schloss Seeburg (früher: UM Private Wirtschaftsuniversität) in Seekirchen am Wallersee (Salzburg)
- Sigmund Freud Privatuniversität Wien in Wien
- Webster Vienna Private University in Wien (auch in den USA akkreditiert)

Nicht mehr akkreditiert sind:
- International University Vienna: Die Akkreditierung wurde 2003 vorzeitig entzogen.[12]
- IMADEC University: Die Akkreditierung lief 2006 aus und wurde nicht verlängert.[13]
- TCM Privatuniversität Li Shi Zhen: Die Akkreditierung erlosch im August 2009, da die Hochschule keinen Antrag auf Verlängerung eingebracht hatte. Alle Studierenden konnten ihr Studium vorher abschließen.[14]
- PEF Privatuniversität für Management: Die Hochschule hat den Studienbetrieb im März 2012 eingestellt.[15]
- European Peace University in Stadtschlaining: Die Akkreditierung wurde im Juli 2013 widerrufen, für das noch laufende Masterprogramm wurde eine befristete Programmakkreditierung bis September 2014 erteilt.[16]

Irrtümlich wird die Universität für Weiterbildung Krems von den Medien manchmal zur Kategorie der Privatuniversitäten gezählt. Diese vom Land Niederösterreich gemeinsam mit dem Bund getragene Einrichtung wurde jedoch durch ein eigenes Bundesgesetz zur Hochschule erhoben; im Jänner 2019 wurde sie schließlich ins Universitätsgesetz 2002 aufgenommen.

### Studienangebot der Privatuniversitäten
2010 wurden 159 Studiengänge an Privatuniversitäten angeboten. Davon entfielen 67 (42 %) auf künstlerische, 30 (19 %) auf sozial- und wirtschaftswissenschaftliche, 28 (18 %) auf medizinische und gesundheitswissenschaftliche sowie 18 (11 %) auf geistes- und kulturwissenschaftliche Programme. Außerdem gab es je sieben informationswissenschaftliche und theologische sowie zwei technische Studien. Insgesamt studierten 6301 Personen an Privatuniversitäten.

### Österreichische Privatuniversitätenkonferenz
Die Interessenvertretung der Privatuniversitäten ist die Österreichische Privatuniversitätenkonferenz (ÖPUK).

## Schweiz

### Grundsätzliches
In der Schweiz werden durch das Bundesgesetz über die Förderung der Hochschulen und die Koordination im schweizerischen Hochschulbereich (kurz HFKG) unter dem Titel universitäre Hochschulen die kantonalen Universitäten sowie die Eidgenössischen Technischen Hochschulen (ETH) subsumiert. Private Hochschulen können sich als Universität oder universitäres Institut akkreditieren lassen (Art. 2 Abs. 4 HFKG). Nur wer nach Gesetz akkreditiert ist, darf die Bezeichnung „Universität“ führen (Art. 62 HFKG). Führt eine Institution unbefugt (also ohne Akkreditierung) die Bezeichnung „Universität“ oder eine davon abgeleitete Bezeichnung wie „universitäres Institut“ etc., so werden dessen Verantwortliche mit einer Busse bis zu Fr. 200'000.00 bei Vorsatz oder bis zu Fr. 100'000.00 bei Fahrlässigkeit bestraft (Art. 63 HFKG).

### Liste anerkannter privater Hochschulen in der Schweiz
Neben den oben erwähnten, staatlichen universitären Hochschulen sind gemäß Swissuniversities folgende private Institutionen als Universitäten resp. universitäre Hochschulinstitute anerkannt:
1. als universitäres Hochschulinstitut gemäß HFKG:
  1. das Institut de hautes études internationales et du développement, Genève, IHEID, (Hochschulinstitut für internationale Studien und Entwicklung)
  2. die Stiftung universitäre Fernstudien,
2. als von der Schweizerischen Hochschulkonferenz akkreditierte private Hochschulen mit universitärem Rang:
  1. die Facoltà di Teologia di Lugano (Theologische Fakultät Lugano)
  2. die Franklin University Switzerland
  3. die Staatsunabhängige Theologische Hochschule Basel
  4. die Theologische Hochschule Chur

In der Vergangenheit – vor Inkrafttreten der einschlägigen Bestimmungen – nutzten mehrere (teilweise auch zwielichtige) Institutionen die Selbstbezeichnung als Universität, ohne dazu berechtigt zu sein.
Eine stets aktualisierte Liste der offiziell anerkannten Hochschulen in der Schweiz befindet sich auf der Homepage von swᴉssunᴉversᴉtᴉes, der Rektorenkonferenz aller Schweizer Hochschulrektoren.

## Luxemburg

### Rahmenbedingungen
Aufgrund der geografischen Lage des Landes kommen viele Studenten, die Hochschuleinrichtungen in Luxemburg besuchen, aus der Großregion (Rheinland-Pfalz, Saarland, Lothringen, Provinz Luxemburg in Belgien). Der Nachweis, dass die erlangten Studienabschlüsse in einem akkreditierten Programm erworben wurden, ist für diese Studenten vor allem deshalb wichtig, dass namhafte deutsche, französische und belgische Hochschulen ausschließlich Kandidaten zu weiterführenden Studiengängen (Master, Doktorat) zulassen, die über einen offiziell staatlich anerkannten und akkreditierten Abschluss des ersten Zyklus (Bachelor) verfügen.
Dazu kommt, dass vor allem Grenzgänger aus Deutschland ihre Studien-Biografie nicht selten aufbessern wollen, um im Wettbewerb um berufliche Einstiegs- und Aufstiegsmöglichkeiten bei Institutionen der Europäischen Union aber auch bei Banken und anderen international operierenden Unternehmen bessere Chancen zu haben. Diese Arbeitgeber fordern in aller Regel den Kompetenznachweis eines akkreditierten universitären Studienprogramms.

### Hochschultypen
In Luxemburg gibt es drei Arten von Hochschulen
- Staatliche und private Universitäten nach Luxemburger Recht mit Sitz in Luxemburg,
hierzu zählen die Universität Luxemburg, die eufom Universität (European University for Economics & Management) sowie die DTMD University for Digital Technologies in Medicine and Dentistry. Die Niederlassung und der Betrieb universitärer Bildungseinrichtung ist durch das Gesetz vom 19. Juni 2009[20] sowie das Gesetz vom 24. August 2016[21] geregelt.

- Staatliche und private Hochschulen nach ausländischem Recht mit Sitz im Ausland und Betriebsstätte (= Hochschulbetrieb) in Luxemburg, als Beispiel sei die SHU, die inzwischen geschlossene Sacred Heart University genannt.[22]

- Ausländische Hochschulen ohne eigenen Hochschulbetrieb in Luxemburg, die Ausbildungsmaßnahmen zusammen mit luxemburgischen Kooperationspartnern, in aller Regel Kammern, anbieten
es handelt sich dabei im Wesentlichen um belgische und französische Universitäten und Business Schools.

### Akkreditierung
Die Akkreditierung privater und ausländischer Hochschulen in Luxemburg wird durch den Ministerial-Erlass vom 27. April 2011 geregelt.
Dabei wird zwischen der institutionellen (staatlichen) Anerkennung und der (Programm)-Akkreditierung unterschieden. Für die Studierenden ist vor allem letztere von Bedeutung. Über die Akkreditierung entscheidet eine vom Hochschulministerium eingesetzte Kommission mit ausgewiesenen ausländischen Experten.

### Akkreditierte universitäre Studiengänge
Die in Luxemburg angebotenen Bachelor- und Master-Programme der Universität Luxemburg und der eufom University sind staatlich anerkannt und akkreditiert. Dabei sind die Programme der Universität Luxemburg laut Gründungsgesetz der Universität automatisch akkreditiert und müssen keinen unabhängigen Akkreditierungsprozess durchlaufen. Die Uni.lu hat jedoch 2019 mehrere Masterstudiengänge unterschiedlicher Fakultäten auf freiwilliger Basis von der FIBAA akkreditieren lassen.
Zwischenzeitlich wurde die eufom von der ISEC übernommen, die ihre Studiengänge weiter führt. Das Institut Supérieur de l'Économie (ISEC) ist eine von der Handelskammer Luxemburg (Chambre de Commerce) und der Handwerkskammer (Chambre des Métiers) gegründete und vom luxemburgischen Ministerium für Hochschulbildung und Forschung offiziell anerkannte Hochschule.
Die berufsbegleitenden postgradualen Masterprogramme der DTMD University for Digital Technologies in Medicine and Dentistry Luxembourg sind staatlich anerkannt. Das luxemburgische Hochschulrecht sieht keine Akkreditierung für postgraduale Studiengänge nach dem Brügge-/Kopenhagen-Prozess der EU-Kommission vor. Die DTMD University hat daher auf freiwilliger Basis die Akkreditierung von fünf ihrer derzeit angebotenen berufsbegleitenden postgradualen Master-Studiengängen im Gesundheitswesen von einer international anerkannten Akkreditierungsagentur erfolgreich durchführen lassen. Zudem ist das Hochschul-Qualitätsmanagement der DTMD University ISO zertifiziert.

## Belgien
Im föderativ organisierten Belgien liegt die gesetzgebende Gewalt über Hochschulen und Universitäten in Händen der Gemeinschaften. Die Universitäten in Belgien werden von der Flämischen, der Französischen oder Deutschsprachigen Gemeinschaft anerkannt. Die meisten Universitäten sind französisch- oder niederländischsprachig und in freier konfessionsgebundener (katholisch) oder konfessionsloser Trägerschaft. Lediglich die Universität Lüttich (Université de Liège) mit ihren Standorten Lüttich und Gembloux ist eine staatliche Hochschule.

## Frankreich

### Rechtliche Rahmenbedingungen
In Frankreich dürfen ausschließlich staatliche Hochschulen die Bezeichnung „université“ (Universität) tragen. Nicht unter diese allgemeine Regel fallen die sogenannten „facs catho“ (katholischen Fakultäten). Dabei handelt es sich um 7 katholisch ausgerichtete Hochschulen:
- Fédération universitaire et polytechnique de Lille,
- Institut catholique de Paris,
- Institut catholique de Toulouse,
- Institut catholique d'études supérieures,
- Facultés libres de l'Ouest,
- Université catholique de Lyon.
- Domuni Universitas

Sie dürfen sich als private Universitäten bezeichnen.

### Hochschultypen
In Frankreich unterscheidet man bei privaten Hochschulen zwischen den allgemeinen Hochschulen und den Ingenieurschulen, Business Schools und Management Akademien.
Es gibt derzeit 13 private allgemeine Hochschulen mit fast 30.000 Studenten in Frankreich. Sie dürfen keine offiziell anerkannten Abschlüsse vergeben, können aber mit öffentlichen Institutionen zusammenarbeiten, um sicherzustellen, dass ihre Studenten einen staatlich anerkannten Abschluss erhalten.
Neben den allgemeinen Hochschulen gibt es rund 60 Ingenieurschulen, Business Schools und Management Akademien mit insgesamt etwa 50.000 Studierenden. In aller Regel sind sie staatlich anerkannt und ihre Abschlüsse sind akkreditiert. Einige Ingenieurschulen haben eine lange Historie und genießen einen guten Ruf. Mehrere dieser Organisationen haben vom CNRS (Centre national de la recherche scientifique) zertifizierte Forschungslabore.

### Staatliche Anerkennung
Die staatliche Anerkennung privater Hochschulen bezieht sich auf die Institution selbst, nicht deren Programme und Abschlüsse. Daher können diese Hochschulen von sich aus keine offiziell anerkannte Bachelor-, Master- oder Doktorats-Anschlüsse vergeben. Allerdings ist ihnen gestattet, in Zusammenarbeit mit einer staatlichen französischen Universität oder mit einer ausländischen Hochschule, die über eine international anerkannte Programm-Akkreditierung verfügt, staatliche anerkannte Abschlusszeugnisse zu vergeben.
Vom Staat zugelassene Business- und Management Schools können dagegen gemäß ministeriellem Erlass vom 8. März 2001 offiziell anerkannte Bachelor- und Master-Abschlüsse vergeben, wenn sie von der CEFDG (Commission d’évaluation des formations et diplômes de gestion) zertifiziert sind.
Private Ingenieurschulen haben ebenfalls das Recht, offizielle Master-Abschlüsse zu vergeben, wenn die Ermächtigung dazu von der CTI (Commission des Titres d’Ingénieur) vorliegt. Seit 1934 kann die CTI Ingenieur-Ausbildungsgänge zulassen und zertifizieren und deren Abschlüsse offiziell anerkennen.

## Griechenland
Das griechische Parlament billigte am 8. März 2024 die Zulassung von Privatuniversitäten in Griechenland. Private Hochschulen waren bis dahin nicht zulässig, um das allgemeine Recht auf Bildung zu sichern.

## Großbritannien
Im Vereinigten Königreich ist die Unterscheidung zwischen privaten und staatlichen Universitäten weniger deutlich als in vielen anderen Staaten, da dort alle Universitäten eigene Rechtspersönlichkeit und Selbstverwaltung besitzen. Träger der Universität ist diese selbst, die auch eigene Entscheidungsorgane besitzt, und Mitarbeiter der Universität sind keine Staatsbediensteten. Dies gilt auch für Universitäten, die auf staatliche Initiative gegründet wurden. Auch die Studiengebühren können die Universitäten im Prinzip frei festsetzen, allerdings gelten für diejenigen Hochschulen, die Mittel von staatlich finanzierten Fonds (HEFCE für England, SFC für Schottland, HEFCW für Wales) erhalten, die von diesen Organen gesetzten Höchstgrenzen. Eine „staatliche“ Universität im kontinentaleuropäischen Sinne ist daher am ehesten eine Universität, die derartige Mittel erhält. Im Prinzip steht es den Universitäten frei, sich von diesem staatlichen Finanzierungsmechanismus zu trennen und damit Studiengebühren in beliebiger Höhe zu erheben; die meisten Universitäten machen hiervon jedoch keinen Gebrauch, sondern finanzieren sich durch eine Mischung von Studiengebühren, staatlichen Mitteln und Zuwendungen von Privaten. Nur vier Universitäten in Großbritannien haben von der Möglichkeit Gebrauch gemacht, staatliche Mittel abzulehnen.